# Corvallis
Corvallis je město ve Spojených státech amerických. Nachází se v okrese Benton County, jehož je zároveň správním městem, ve státě Oregon. Ve městě žije přibližně 60 tisíc obyvatel a jeho rozloha činí 37,0 km². Je 9. nejlidnatějším městem v Oregonu a vůbec nejzápadněji položeným městem kontinentálních Spojených států amerických s alespoň 50 tisíci obyvateli. Město založil roku 1845 Joseph C. Avery. Městem protéká řeka Willamette a své sídlo zde má společnost NuScale. Ve městě sídlí Oregonská státní univerzita s přibližně 38 tisíci studenty. Kromě toho je město součástí regionu zvaného Silicon Forest.

## Rodáci
- Carl Wieman (* 1951) – nositel Nobelovy ceny za fyziku
- Christopher Chase-Dunn (* 1944) – americký sociolog
- Eyvind Kang (* 1971) – americký hudebník

## Partnerská města
- Gondar, Etiopie
- Užhorod, Ukrajina
- Antofagasta, Chile